# Hephaestus jenkinsi
Hephaestus jenkinsi és una espècie de peix pertanyent a la família dels terapòntids.

## Descripció
- Pot arribar a fer 40 cm de llargària màxima (normalment, en fa 20) i 1.500 g de pes.[5][6]

## Alimentació
És omnívor i la seua dieta inclou invertebrats (sobretot, gambes) i peixets.

## Hàbitat
És un peix d'aigua dolça, bentopelàgic i de clima temperat.

## Distribució geogràfica
És un endemisme d'Austràlia.

## Observacions
És inofensiu per als humans.